# Cauloramphus spectabilis
Cauloramphus spectabilis är en mossdjursart som beskrevs av James Dick och Ross 1988. Cauloramphus spectabilis ingår i släktet Cauloramphus och familjen Calloporidae. Inga underarter finns listade i Catalogue of Life.